# Andrea Sacchi

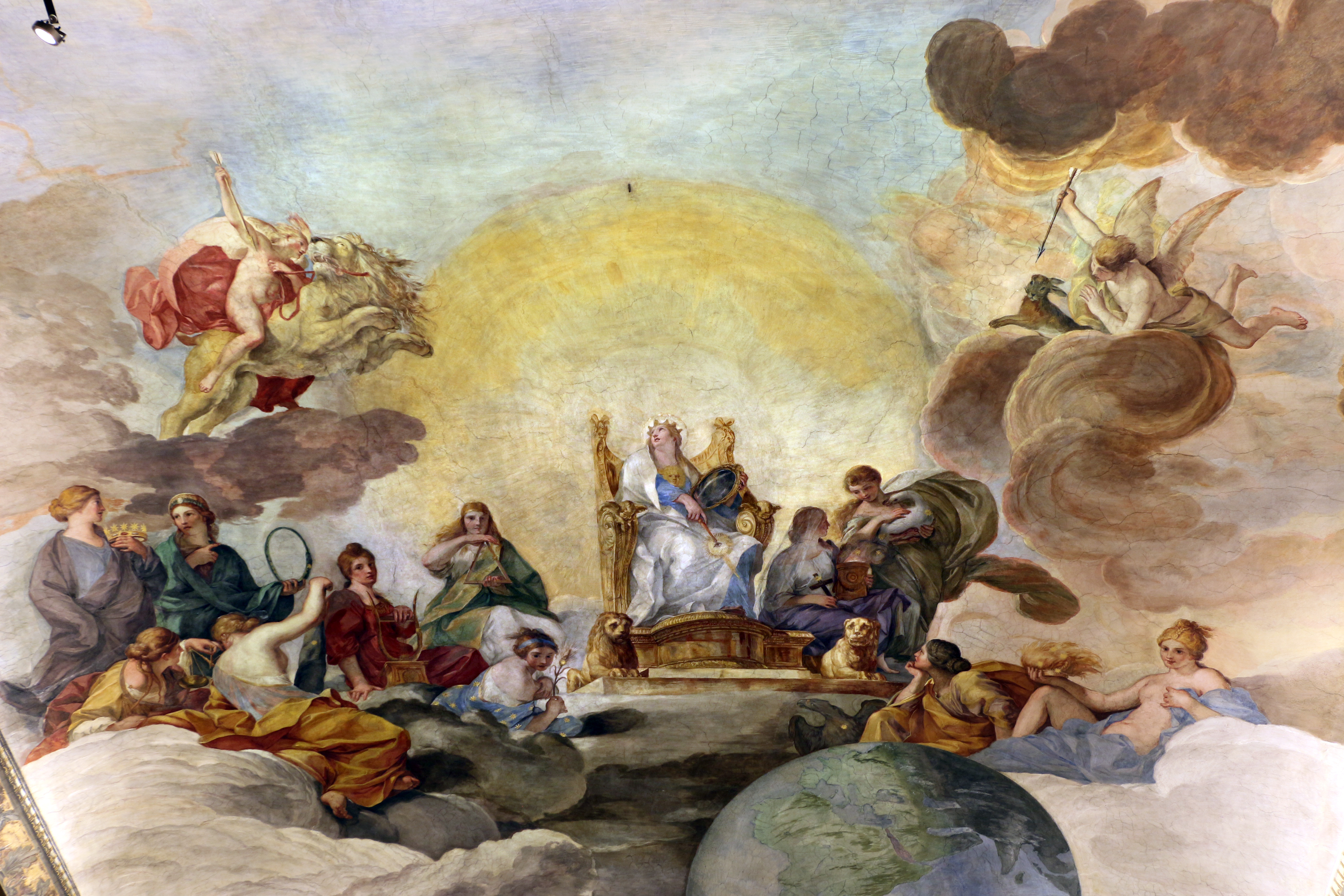
Allegoria della Divina Sapienza, 1629-33, Palazzo Barberini

Andrea Sacchi (Roma, 30 novembre 1599 – Roma, 21 giugno 1661) è stato un pittore italiano.

## Biografia

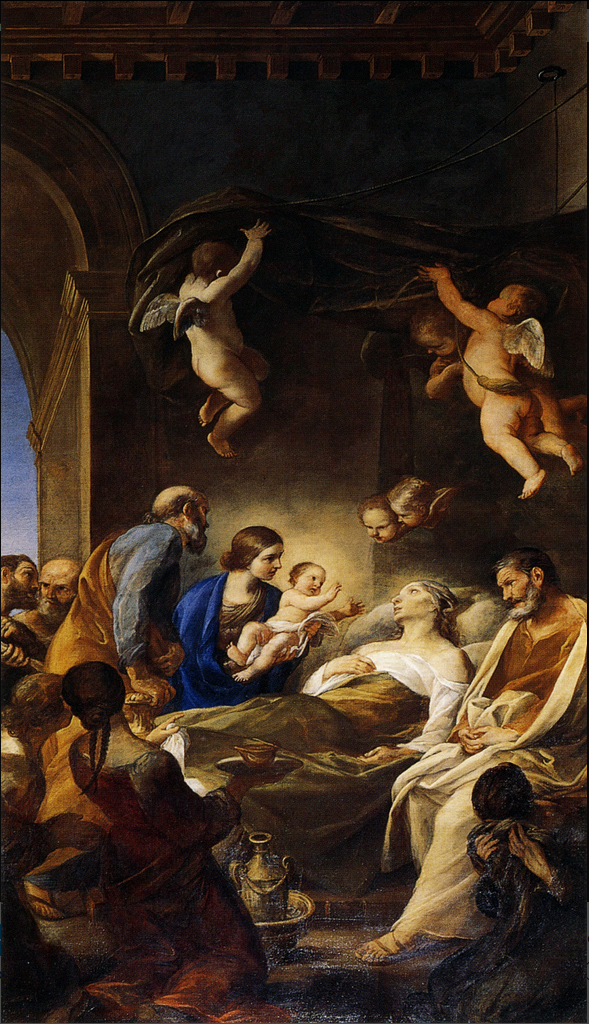
Andrea Sacchi, Morte di sant'Anna, 1640-49, Roma, San Carlo ai Catinari

Andrea Sacchi era figlio di Benedetto, pittore mediocre, e grazie al biografo Giovanni Pietro Bellori sappiamo che il giovane Andrea entrò dapprima nella bottega di Cavalier d'Arpino e poi in quella di Francesco Albani, di cui fu l'ultimo allievo.
Nel 1621 si trasferì a Roma, dove trascorse la maggior parte della sua vita. Nella città eterna, assieme a Pietro da Cortona, fu attivo nella cerchia di Cassiano dal Pozzo e del cardinale Antonio Barberini.
Collaborò con Guido Reni e Pietro da Cortona a illustrare il Flora, seu De florum cultura di Giovanni Battista Ferrari, incise da Johann Friedrich Greuter e Claude Mellan.
Fu contrapposto a Pietro da Cortona come rappresentante del gusto e della tradizione aulica dei Carracci, in particolare di Annibale.
Alcune sue composizioni religiose sono giustamente considerate tra le più nobili del Seicento romano. Tra queste, le sue opere di maggior rilievo sono Il miracolo del corporale (1626) e la Visione di san Romualdo (1631), entrambe conservate presso la Pinacoteca Vaticana.
La sua opera più nota è probabilmente l'affresco raffigurante l'Allegoria della Divina Sapienza (1629-1632) che decora la volta di un ambiente del piano nobile di Palazzo Barberini. La composizione glorifica le virtù di Urbano VIII Barberini anche attraverso complesse tematiche astrologiche ed astronomiche che probabilmente hanno tangenze con gli studi e le scoperte di Galileo Galilei.
Tra altre le sue fatiche, si può fare particolare menzione della Morte di sant'Anna per la chiesa di San Carlo ai Catinari (in loco), che riscosse l'apprezzamento addirittura di Diego Velázquez, che la vide durante il suo secondo soggiorno a Roma.
Andrea Sacchi morì nel 1661, lasciando per testamento che gli si erigesse un monumento funebre in San Giovanni in Laterano, realizzato con busto da Paolo Naldini ed epitaffio dettato dal suo biografo Bellori.

## Opere
- Rieti, Cattedrale di Santa Maria Assunta:"Tobiolo e l'angelo"
- Roma, Privato, Affresco: Le stagioni che adorano il sole e prendono da lui la virtù solare alla fertilità dell'anno, 1620.
- Caen, Musée des Beaux-Arts: Didone abbandonata, olio, 1630-1635.
- Cardiff, National Gallery of Wales: Agar e Ismaele nel deserto, ovale, olio, 1630.
- Forlì, Pinacoteca civica, San Pietro, olio su tela, 1631-32 circa
- Genova, Galleria di Palazzo Rosso: Dedalo e Icaro, olio su rame.
- Londra, National Gallery: Sant'Antonio Abate e Francesco d'Assisi, olio.
- New York, Metropolitan Museum: Marcantonio Pasqualini coronato da Apollo, 1641.
- Paliano, chiesa di Sant'Anna: Sant'Anna, Maria bambina e San Gioacchino.
- Piacenza, Ente Museo Palazzo Costa: San Romualdo in preghiera davanti a una croce, 1630 circa
- Cosenza, Banca Carime,: Sogno di San Giuseppe, 1644-1652
- Piacenza, Ente Museo Palazzo Costa: Sacra Famiglia, 1646-1647.
- Roma, chiesa di Santa Maria del Priorato: Madonna col Bambino e san Basilio:
  - chiesa di Santa Maria sopra Minerva: Crocifissione;
  - Chiesa di San Carlo ai Catinari: Morte di Sant'Anna (1640-1649);
  - pala dell'altare maggiore della Chiesa di Sant'Isidoro a Capo le Case: Sant'Isidoro con Madonna e Bambino;
  - chiesa di Santa Susanna;
  - affresco nel Palazzo Barberini de l'Allegoria della Divina Sapienza.
  - Pittura su tela La visione di San Romualdo, 1631, Pinacoteca Vaticana.
- Vienna, Kunsthistorisches Museum: Giunone e il pavone sul carro; Ebbrezza di Noè.
- Washington, National Gallery of Art: Un sacrificio a Pan, 1630.